# ستانلي تشيسني
ستانلي تشيسني (بالإنجليزية: Stanley Chesney)‏ هو لاعب كرة قدم أمريكي، ولد في 10 يناير 1910 في بايون (نيوجيرسي) في الولايات المتحدة، وتوفي في يناير 1978 في كليفلاند في الولايات المتحدة. لعب مع Babcock & Wilcox (soccer) ‏.